# Hrabionowszczyzna
Hrabionowszczyzna (biał. Грабёнаўшчына, Hrabionauszczyna; ros. Гребёновщина, Griebionowszczina) – wieś na Białorusi, w obwodzie mińskim, w rejonie stołpeckim, w sielsowiecie Mikołajewszczyzna.

## Historia
W dwudziestoleciu międzywojennym wieś i folwark leżące w Polsce, w województwie nowogródzkim, w powiecie stołpeckim, w gminie Świerżeń. W 1921 wieś liczyła 194 mieszkańców, zamieszkałych w 35 budynkach, w tym 163 Polaków i 31 Białorusinów. 184 mieszkańców było wyznania prawosławnego i 10 rzymskokatolickiego. Folwark liczył zaś 4 mieszkańców, zamieszkałych w 1 budynku, wyłącznie Polaków wyznania rzymskokatolickiego.
Po II wojnie światowej w granicach Związku Sowieckiego. Od 1991 w niepodległej Białorusi.